# Дилан Ларкин
Дилан Ларкин (енгл. Dylan Larkin — Вотерфорд, 30. јул 1996) професионални је амерички хокејаш на леду који игра на позицијама центра и левог крила.
Члан је сениорске репрезентације Сједињених Држава за коју је на међународној сцени дебитовао на светском првенству 2015. године, где је селекција Сједињених Држава освојила бронзану медаљу.
Учествовао је на улазном драфту НХЛ лиге 2014. где га је као 15. пика у првој рунди одабрала екипа Детроит ред вингса. Пре него што је заиграо у професионалној конкуренцији одиграо је једну сезону у колеџ лиги за екипу Универзитета Мичиген.